# Международный музей семейной истории
Международный музей семейной истории (нидерл. Internationaal museum voor familiegeschiedenis, англ. International museum for family history) — музей, расположенный в бывшем монастыре урсулинок в Эйсдене (Голландия). Как музей, специализирующийся на генеалогии и семейных историях, это первый музей такого рода в мире.

## Описание
Урсулинки поручили Питеру Кёйперсу отремонтировать и расширить монастырь в 1899. Вероятно, что он доверил часть проекта Йоханнесу Кайзеру, голландскому архитектору, известному своими неоготическими проектами.
Музей специализируется на генеалогии, исследованиях ДНК, жизни и творчестве Эжена Дюбуа, эволюции человека, геральдике, Карле Великом, семейном праве и трудовой жизни наших предков. В музее также находится офис, архивы и коллекции Международной ассоциации изучения каджаров.
В консультативный совет музея входят известные деятели, такие как бывший премьер-министр Нидерландов Дрис ван Агт, американский историк из Йельского университета Нед Блэкхок, профессор Мишель Хоккс из Университета Нотр-Дам, профессор истории России и внутренней Азии в Университете Брока Дэвид Схиммельпеннинк ван дер Ойе и профессор Тюдор Парфитт.